# Pegarthrum fuscipennis
Pegarthrum fuscipennis är en stekelart som beskrevs av Cameron 1911. Pegarthrum fuscipennis ingår i släktet Pegarthrum och familjen bracksteklar. Inga underarter finns listade i Catalogue of Life.